# Ed Lauter
Edward Matthew Lauter Jr. (Long Beach, 1938. október 30. – Los Angeles, 2013. október 16.) amerikai színész és stand-up komikus. Több mint 200 filmben és tévésorozat epizódjában szerepelt közel 40 éves pályafutása során.

## Fiatalkora
Lauter a New York-i Long Beachen született és nőtt fel Edward Matthew Lauter és Sally Lee, egy 1920-as évekbeli Broadway-színésznő és táncosnő fiaként. Német és ír származású volt.
A középiskola elvégzése után a főiskolán angol irodalom szakra járt, és 1961-ben a Long Island University C.W. Post kampuszán szerzett diplomát. A főiskolán kosárlabdázott. Lauter két évig szolgált az Egyesült Államok hadseregében.

## Halála

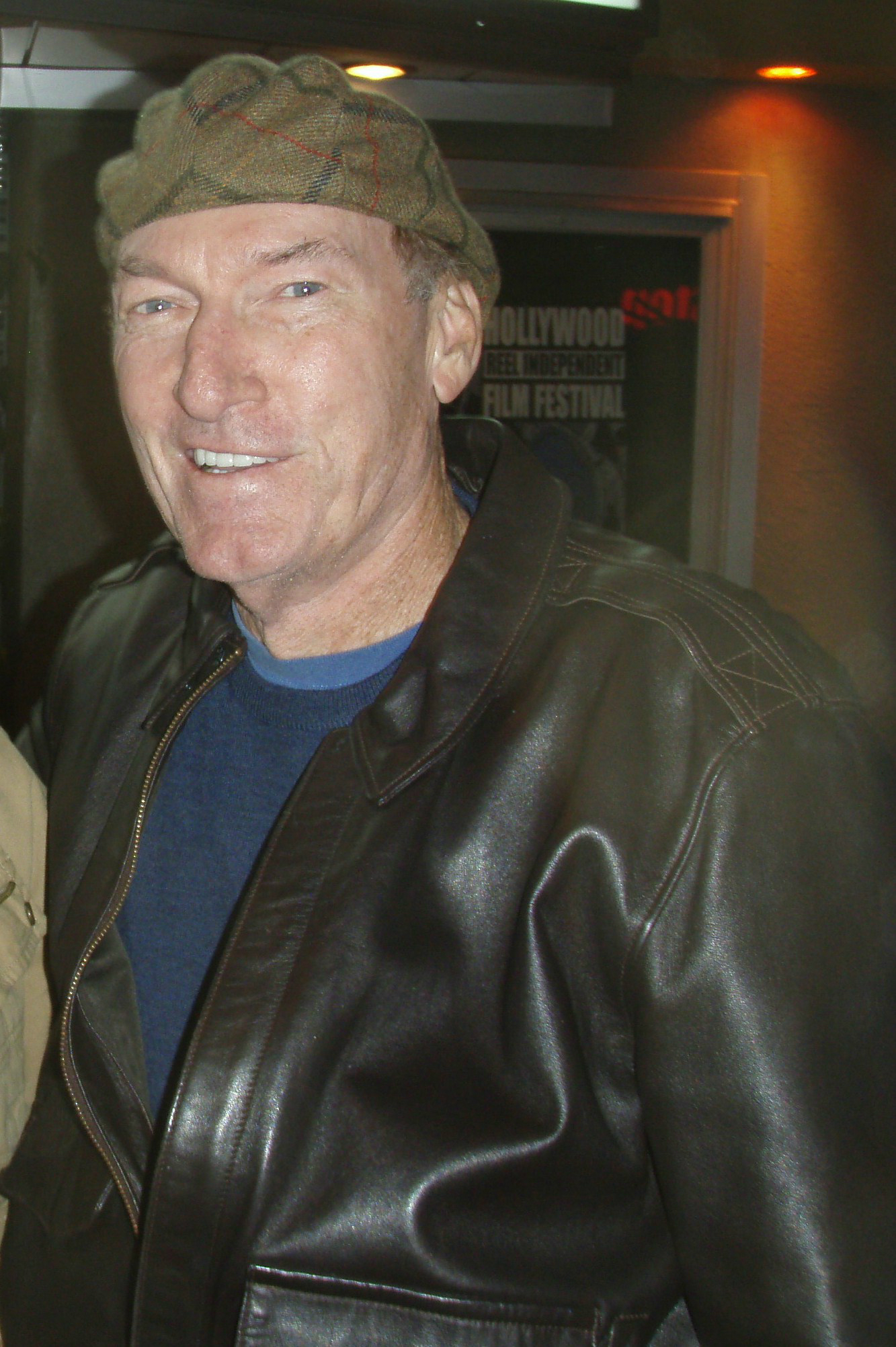
2011-ben

2013. október 16-án, két héttel 75. születésnapja előtt Lauter meghalt mesotheliomában, a rák egy ritka formájában, miután öt hónappal korábban, májusban diagnosztizálták.
Halálát követően Lauter családja kártérítési pert indított több ismert műsorszolgáltató, autóipari és gyártó cég ellen, amiért Lauter azbesztnek volt kitéve, ami a halálához vezetett. A per szerint Lauter 40 éves Los Angeles-i színészi pályafutása során különböző filmstúdiókban és forgatási helyszíneken azbesztnek volt kitéve. A per 2020 végével még folyamatban van.
Ötször nősült, ötödik felesége, Mia Lauter és négy gyermeke maradt hátra korábbi házasságaiból. Halála előtt néhány hónappal még dolgozott, és több filmben is szerepet vállalt, amelyek halála után még nem kerültek a mozikba.
Munkássága tiszteletére létrehozták az Ed Lauter Alapítványt, amely évente ösztöndíjat adományoz a feltörekvő fiatal színészeknek. A Los Angeles Times-nak adott 2012-es interjújában Lauter visszatekintett hosszú pályafutására:
Sokan mondják, hogy "ismerlek", de a nevemet nem tudják. De nagyszerű pályafutásom volt.
—Ed Lauter, Los Angeles Times, 2013. október 17., idézet a 2012-es interjúból.

## Filmográfia

### Színpadi alakításai a Broadwayn
Az Internet Broadway Database által nyilvántartott előadások:
- 1968–70: The Great White Hope – különböző szerepek / beugró Smitty szerepére
- 1986–87: The Front Page – Murphy

### Filmek
| Év   | Cím                                                                                     | Szerep                        | Magyar hangja                                                          |
| ---- | --------------------------------------------------------------------------------------- | ----------------------------- | ---------------------------------------------------------------------- |
| 1972 | Újra nyeregben a hét mesterlövész (The Magnificent Seven Ride)                          | Scott Elliot                  | Tarján Péter                                                           |
| 1972 | The New Centurions                                                                      | Galloway                      |                                                                        |
| 1972 | Hickey & Boggs                                                                          | Ted                           |                                                                        |
| 1972 | Vadnyugati kalandok Bad Company                                                         | Orin                          | n.a                                                                    |
| 1972 | Dirty Little Billy                                                                      | Tyler                         |                                                                        |
| 1972 | Düh (Rage)                                                                              | Simpson                       | Barabás Kiss Zoltán                                                    |
| 1973 | The Lolly Madonna War                                                                   | Hawk Feather                  |                                                                        |
| 1973 | Class of '63                                                                            | Dave McKay                    |                                                                        |
| 1973 | The Last American Hero                                                                  | Burton Colt                   |                                                                        |
| 1973 | Akció az elnök ellen (Executive Action)                                                 | műveleti parancsnok           | Orosz István                                                           |
| 1974 | The Migrants                                                                            | Mr Barlow                     |                                                                        |
| 1974 | Az éjjeliőr (The Midnight Man)                                                          | Leroy                         | Barbinek Péter                                                         |
| 1974 | Hajrá, fegyencváros! (The Longest Yard)                                                 | Knauer kapitány               | Fazekas István                                                         |
| 1974 | The Godchild                                                                            | Crees                         |                                                                        |
| 1975 | Satan's Triangle                                                                        | Strickland                    |                                                                        |
| 1975 | A Shadow in the Streets                                                                 | Siggy Taylor                  |                                                                        |
| 1975 | Requiem for a Nun                                                                       | Tubbs                         |                                                                        |
| 1975 | Francia kapcsolat 2. (French Connection II)                                             | Brian tábornok                | Ujréti László                                                          |
| 1975 | Breakheart-szoros (Breakheart Pass)                                                     | Claremont őrnagy              | 1. szinkron Balkay Géza 2. szinkron Jakab Csaba 3. szinkron Háda János |
| 1976 | Családi összeesküvés (Family Plot)                                                      | Joseph Maloney                | Gruber Hugó                                                            |
| 1976 | King Kong                                                                               | Carnahan                      | Szűcs Sándor                                                           |
| 1977 | Fehér bölény (The White Buffalo)                                                        | Tom Custer ezredes            | Rosta Sándor                                                           |
| 1977 | The Chicken Chronicles                                                                  | Mr. Nastase                   |                                                                        |
| 1978 | Loose Shoes                                                                             | Bob seriff                    |                                                                        |
| 1978 | The Clone Master                                                                        | Bender                        |                                                                        |
| 1978 | A mágus (Magic)                                                                         | Duke                          | 1. szinkron: Balázsi Gyula 2. szinkron: Barbinek Péter                 |
| 1979 | The Jericho Mile                                                                        | Jerry Beloit                  |                                                                        |
| 1979 | Love's Savage Fury                                                                      | Weed tizedes                  |                                                                        |
| 1979 | Undercover with the KKK                                                                 | Raleigh Porter                |                                                                        |
| 1980 | The Boy Who Drank Too Much                                                              | Gus Carpenter                 |                                                                        |
| 1980 | Guyana Tragedy: The Story of Jim Jones                                                  | Jim Jones Sr                  |                                                                        |
| 1980 | Alcatraz: The Whole Shocking Story                                                      | Frank Morris                  |                                                                        |
| 1981 | Vadászat életre-halálra (Death Hunt)                                                    | Hazel                         | 1. szinkron: Szersén Gyula 2. szinkron: Németh Gábor                   |
| 1981 | The Amateur                                                                             | Anderson                      |                                                                        |
| 1982 | In the Custody of Strangers                                                             | Halloran bíró                 |                                                                        |
| 1982 | Rooster                                                                                 | Jack Claggert                 |                                                                        |
| 1982 | Időutazó – Lyle Swann kalandjai (Timerider: The Adventure of Lyle Swann)                | Padre Quinn                   | Tarján Péter                                                           |
| 1983 | Heuréka (Eureka)                                                                        | Charles Perkins               | Dunai Tamás                                                            |
| 1983 | Cujo (Cujo)                                                                             | Joe Camber                    | Kiss Gábor                                                             |
| 1983 | A nagy tét (The Big Score)                                                              | Parks                         | Kiss Gábor                                                             |
| 1984 | The Seduction of Gina                                                                   | Carl                          |                                                                        |
| 1984 | Lassiter                                                                                | Smoke                         | Várkonyi András                                                        |
| 1984 | Utazó koporsó (Finders Keepers)                                                         | Josef Sirola                  | Rosta Sándor                                                           |
| 1984 | The Three Wishes of Billy Grier                                                         | Mr Grier                      |                                                                        |
| 1984 | A Cartier-ügy                                                                           | Lyndon Dean                   | Papp János                                                             |
| 1984 | Nickel Mountain                                                                         | W.D. Freund                   |                                                                        |
| 1985 | Édenkert a javából (Girls Just Want to Have Fun)                                        | Robert Glenn ezredes          | Kiss Gábor                                                             |
| 1985 | Valóságos zseni (Real Genius)                                                           | David Decker                  | Juhász György                                                          |
| 1985 | Bosszúvágy 3. – A terror utcája (Death Wish 3)                                          | Richard Shriker               | 1. szinkron: Trokán Péter 2. szinkron: Varga T. József                 |
| 1986 | A megbilincseltek (The Defiant Ones)                                                    | Leroy Doyle seriff            | 1. szinkron: Kovács István 2. szinkron: Tarján Péter                   |
| 1986 | 3:15                                                                                    | Moran                         |                                                                        |
| 1986 | Friss vér (Youngblood)                                                                  | Murray Chadwick               | Barbinek Péter                                                         |
| 1986 | Piszkos alku (Raw Deal)                                                                 | Baker detektív                | Fülöp Zsigmond                                                         |
| 1986 | Patton utolsó napjai (The Last Days of Patton)                                          | Dr. Paul Hill alezredes       | Varga Tamás                                                            |
| 1986 | Firefighter                                                                             | B. C. Thompson                |                                                                        |
| 1987 | Revenge of the Nerds II: Nerds in Paradise                                              | "Buzz"                        |                                                                        |
| 1988 | Chief Zabu                                                                              | Skip Keisel                   |                                                                        |
| 1989 | Halálos biztonsággal (Gleaming the Cube)                                                | Mr. Kelly                     | Kiss Gábor                                                             |
| 1989 | Tennessee Waltz                                                                         | Unknown                       |                                                                        |
| 1989 | Shadow Makers                                                                           | Whitney Ashbridge             |                                                                        |
| 1989 | Született július 4-én (Born on the Fourth of July)                                      | légióparancsnok               | Forgács Gábor                                                          |
| 1990 | Kojak: Flowers for Matty                                                                | fegyvermester                 |                                                                        |
| 1990 | Az én kék egem (My Blue Heaven)                                                         | Robert Underwood              | n.a                                                                    |
| 1991 | Rocketeer (The Rocketeer)                                                               | Fitch FBI-ügynök              | Izsóf Vilmos                                                           |
| 1992 | Calendar Girl, Cop, Killer? The Bambi Bembenek Story                                    | Driscoll százados             |                                                                        |
| 1992 | Judgement                                                                               | Dallas Hale                   |                                                                        |
| 1992 | Vágyak csapdájában (School Ties)                                                        | Alan Greene                   | Varga T. József                                                        |
| 1993 | Gyilkolni oly édes (Murder So Sweet)                                                    | Glen Emory                    | Rosta Sándor                                                           |
| 1993 | Extrém igazság (Extreme Justice)                                                        | Shafer kapitány               | 1. szinkron: Beregi Péter 2. szinkron: Rosta Sándor                    |
| 1993 | The Return of Ironside                                                                  | Bell főnök                    |                                                                        |
| 1993 | Tiszta románc (True Romance)                                                            | Quiggle rendőrkapitány        | 1. szinkron: Végh Ferenc 2. szinkron: Beratin Gábor                    |
| 1993 | Under Investigation                                                                     | Maguire kapitány              |                                                                        |
| 1994 | Secret Sins of the Father                                                               | Arnold Carter                 |                                                                        |
| 1994 | Elég a vadnyugatból! (Wagons East)                                                      | John Slade                    | Melis Gábor                                                            |
| 1994 | Esküdt ellenség (Trial by Jury)                                                         | John Boyle                    | Végh Péter                                                             |
| 1995 | Leaving Las Vegas                                                                       | 3. gengszter                  |                                                                        |
| 1995 | Tűzpiros Cadillac (Girl in the Cadillac)                                                | Ben Wilmer                    | Németh Gábor                                                           |
| 1995 | A 99-es alakulat (The Tuskegee Airmen)                                                  | Stevenson tábornok            | 1. szinkron: Kardos Gábor 2. szinkron: Imre István                     |
| 1995 | Digital Man                                                                             | Roberts tábornok              | Kárpáti Tibor                                                          |
| 1995 | Crash – 40 millió dollár a tét (Breach of Trust)                                        | Colin Kreuger                 | Kardos Gábor                                                           |
| 1996 | Nesztelen halál (Rattled)                                                               | Murray Hendershot             | Barbinek Péter                                                         |
| 1996 | A sólyom dühe (Raven Hawk)                                                              | Daggert seriff                | 1. szinkron: Barbinek Péter 2. szinkron: Szélyes Imre                  |
| 1996 | Mulholland – Gyilkos negyed (Mulholland Falls)                                          | Earl detektív                 | Rudas István                                                           |
| 1996 | Coyote Summer                                                                           | Mitchell Foster               |                                                                        |
| 1996 | Bérenc (Mercenary)                                                                      | Jack Cochran                  | 1. szinkron: Kárpáti Tibor 2. szinkron: Rosta Sándor                   |
| 1996 | The Sweeper                                                                             | Molls                         |                                                                        |
| 1997 | Childhood Sweetheart                                                                    | Bowman seriff                 |                                                                        |
| 1997 | Fönn a csúcson (Top of the World)                                                       | Mel Ridgefield                | Kardos Gábor                                                           |
| 1997 | Married to a Stranger                                                                   | Harry, Megan apja             |                                                                        |
| 1997 | Under Wraps                                                                             | Kubat                         |                                                                        |
| 1997 | Allie & Me                                                                              | Frank Richards detektív       |                                                                        |
| 1998 | Hazug háború (A Bright Shining Lie)                                                     | Weyand tábornok               | Áron László                                                            |
| 1998 | Egy maréknyi aranyért (Dollar for the Dead)                                             | Jacob Colby                   | Németh Gábor                                                           |
| 1999 | Rendőrbosszú (Out in Fifty)                                                             | Ed Walker                     | Varga Tamás                                                            |
| 1999 | Night of Terror                                                                         | Connelly atya                 |                                                                        |
| 2000 | Farewell My Love                                                                        | Szergej Karpov                |                                                                        |
| 2000 | Események sodrásában (Blast)                                                            | Swenson                       | Barbinek Péter                                                         |
| 2000 | Civility                                                                                | Erickson detektív             |                                                                        |
| 2000 | Gentleman banditák (Gentleman B.)                                                       | Harry Koslow                  | Kárpáti Tibor                                                          |
| 2000 | Python                                                                                  | pilóta                        |                                                                        |
| 2000 | Tizenhárom nap – Az idegháború (Thirteen Days)                                          | Marshall Carter tábornok      | n.a                                                                    |
| 2001 | Knight Club                                                                             | Fire Marshall                 |                                                                        |
| 2001 | Már megint egy dilis amcsi film (Not Another Teen Movie)                                | edző                          | Balázsi Gyula                                                          |
| 2002 | Go for Broke                                                                            | Warden Lessen                 |                                                                        |
| 2003 | Vágta (Seabiscuit)                                                                      | Charles Strub                 | 1. szinkron: Versényi László 2. szinkron: Uri István                   |
| 2003 | Nobody Knows Anything                                                                   | fegyvermester                 |                                                                        |
| 2003 | Mentőosztag (The Librarians)                                                            | John Strong                   | Csuha Lajos                                                            |
| 2004 | Grandpa's Place                                                                         | nagypapa                      |                                                                        |
| 2004 | Csillagközi invázió 2. – A szövetség hőse (Starship Troopers 2: Hero of the Federation) | Jack Gordon Shepherd tábornok | Szokolay Ottó                                                          |
| 2004 | Art Heist                                                                               | Victor Boyd                   |                                                                        |
| 2005 | Csontdaráló (The Longest Yard)                                                          | Duane                         | Uri István                                                             |
| 2005 | Fegyvertestvérek (Brothers in Arms)                                                     | Crawley polgármester          | Katona Zoltán                                                          |
| 2005 | Into the Fire                                                                           | Dave Cutler kapitány          |                                                                        |
| 2005 | Venice Underground                                                                      | John Sullivan kapitány        |                                                                        |
| 2005 | Bíborszív (Purple Heart)                                                                | védelmi miniszterhelyettes    | Kajtár Róbert                                                          |
| 2006 | The Lost                                                                                | Ed Anderson                   |                                                                        |
| 2006 | Love Hollywood Style                                                                    | Lawrence                      |                                                                        |
| 2006 | Taplógáz: Ricky Bobby legendája (Talladega Nights: The Ballad of Ricky Bobby)           | John Hanafin                  | Varga Tamás                                                            |
| 2006 | Seraphim Falls – A múlt szökevénye (Seraphim Falls)                                     | Parsons                       | Rosta Sándor                                                           |
| 2007 | A 23-as szám (The Number 23)                                                            | Sebastian atya                | Csuha Lajos                                                            |
| 2007 | A Modern Twain Story: The Prince and the Pauper                                         | Apa                           |                                                                        |
| 2008 | Camille – Egy halhatatlan szerelem története (Camille)                                  | Steiner seriff                | Barbinek Péter                                                         |
| 2008 | The American Standards                                                                  | Harry                         |                                                                        |
| 2008 | Something's Wrong in Kansas                                                             | Amos                          |                                                                        |
| 2009 | Csodára várva (Expecting a Miracle)                                                     | Walter Enright                | 1. szinkron: Faragó András 2. szinkron: Barbinek Péter                 |
| 2009 | Godspeed                                                                                | Mitch                         |                                                                        |
| 2010 | The Prometheus Project                                                                  | Dr Walton                     |                                                                        |
| 2010 | Taken by Force                                                                          | Singer százados               |                                                                        |
| 2011 | The Artist – A némafilmes (The Artist)                                                  | Peppy komornyikja             |                                                                        |
| 2011 | Ártatlan áldozatok (Carnal Innocence)                                                   | Austin Hatinger               | Reviczky Gábor                                                         |
| 2012 | The Fitzgerald Family Christmas                                                         | Jim Fitzgerald                |                                                                        |
| 2012 | Az utolsó csavar (Trouble with the Curve)                                               | Max                           | Csuha Lajos                                                            |
| 2014 | Rettegés alkonyat után (The Town That Dreaded Sundown)                                  | Underwood seriff              | Forgács Gábor                                                          |
| 2015 | Blind Pass                                                                              | lelkész                       |                                                                        |
| 2017 | The Beautiful Ones                                                                      | Dante Tancredi                |                                                                        |

### Televíziós sorozatok
| Év        | Cím                                                    | Szerep                                   | Évad (S) és/vagy epizód (E) száma    |
| --------- | ------------------------------------------------------ | ---------------------------------------- | ------------------------------------ |
| 1967      | Dark Shadows                                           | helyettes                                | E273 (nincs a stáblistán)            |
| 1971      | Mannix                                                 | tizedes                                  | S5E11                                |
| 1971–1972 | Longstreet                                             | detektív egyenruhás tiszt                | S1E13 S1E15                          |
| 1972      | Cannon                                                 | helyettes                                | S1E21                                |
| 1972      | Ironside                                               | Newton                                   | S6E09                                |
| 1972–73   | San Francisco utcáin (The Streets of San Francisco)    | Dr. Joseph Ford                          | S1E01 és S1E13                       |
| 1974      | The Waltons                                            | Hyder Rudge                              | S2E24                                |
| 1974      | Kojak (Kojak)                                          | Floyd                                    | S1E20                                |
| 1974      | The New Land                                           | ?                                        | S1E02                                |
| 1975      | Baretta                                                | Ed Borgue                                | S1E03                                |
| 1975      | Kate McShane                                           | ?                                        | S1E09                                |
| 1976      | Police Story                                           | Joseph Kinsella / Ralph Coleman          | S3E14 és E15                         |
| 1977      | Charlie angyalai (Charlie's Angels)                    | Howard Fine százados                     | S1E22                                |
| 1977      | Rockford nyomoz (The Rockford Files)                   | Joseph Bloomberg                         | S4E05                                |
| 1978      | The Oregon Trail                                       | ?                                        | S1E11                                |
| 1978      | How the West Was Won                                   | Martin Stillman                          | S2E06 (csak a stáblistán), S2E07–E11 |
| 1978      | Greatest Heroes of the Bible                           | Ularat                                   | S1E03 és E06                         |
| 1979      | The Misadventures of Sheriff Lobo                      | John Sebastian Cain kapitány             | S1E02 és E05–E06                     |
| 1979–1980 | B.J. and the Bear                                      | John Sebastian Cain kapitány             | S2E03, E05–06, E12 és E18            |
| 1980      | Hawaii Five–O (Hawaii Five-O)                          | Jonas Halloran                           | S12E14                               |
| 1981      | Nero Wolfe                                             | Clay Baylor                              | S1E14                                |
| 1983      | Simon & Simon                                          | Lawrence Grayson ezredes                 | S2E19                                |
| 1983      | St. Elsewhere                                          | Stan Morgan                              | S1E19                                |
| 1983      | Hardcastle and McCormick                               | Rick Vetromile                           | S1E01–E02                            |
| 1983      | Manimal                                                | Hunt ezredes                             | S1E01                                |
| 1983      | Magnum (Magnum, P.I.)                                  | Quintin kapitány                         | S4E10                                |
| 1983–84   | A szupercsapat (The A-Team)                            | Hank Thompson seriff Douglas Kyle őrnagy | S1E05 S2E21                          |
| 1984      | CBS Schoolbreak Special                                | Buddy Evans                              | S1E01                                |
| 1984      | The Yellow Rose                                        | Cal Everett                              | S1E14                                |
| 1984      | Automan                                                | Michael Hagedorn                         | S1E10                                |
| 1984      | Crazy Like a Fox                                       | Emmett Laszlo                            | S1E01                                |
| 1985      | Our Family Honor                                       | Ray Wilfong                              | S1E10                                |
| 1986      | Screen Two                                             | Jerry Tyler                              | S2E13                                |
| 1986      | Miami Vice (Miami Vice)                                | Cahill kapitány                          | S3E06                                |
| 1986      | Disneyland                                             | Gruniger edző                            | S31E08                               |
| 1987      | Ohara                                                  | Vanders                                  | S1E04                                |
| 1987      | Gyilkos sorok (Murder, She Wrote)                      | Orville Yates seriff                     | S3E20                                |
| 1987–1988 | The Equalizer                                          | Walter Rowan Robert Nichols              | S2E18 S3E18                          |
| 1989      | Booker                                                 | Kendall                                  | S1E04                                |
| 1990      | Father Dowling Investigates                            | Rex Burnham                              | S2E10                                |
| 1990      | Monsters                                               | Malcolm                                  | S3E13                                |
| 1991      | Golden Years                                           | Louis Crewes tábornok                    | S1E01–E07                            |
| 1992      | Star Trek: Az új nemzedék (Star Trek: Next Generation) | Albert százados                          | S5E19                                |
| 1992      | Renegade                                               | Jack Barnell                             | S1E10                                |
| 1993      | Homicide: Life on the Street                           | Gruszynski                               | S1E07                                |
| 1993      | X-akták (The X Files)                                  | Marcus Aurelius Belt ezredes             | S1E09                                |
| 1994      | Birdland                                               | John Swede kapitány                      | S1E03                                |
| 1994      | Hegylakó (Highlander)                                  | Avery Hoskins                            | S2E13                                |
| 1996      | Can't Hurry Love                                       | tiszt                                    | S1E14                                |
| 1996      | Kung Fu: The Legend Continues                          | Lars Paladin                             | S4E03                                |
| 1997      | Walker, a texasi kopó (Walker, Texas Ranger)           | Silas Bedoe                              | S6E06–E07                            |
| 1998      | Millenium                                              | Warden Kellard                           | S2E18                                |
| 1998–2002 | Vészhelyzet (ER)                                       | Dannaker tűzoltóparancsnok               | S4E15, S5E14–E15, S7E07–E17, S8E12   |
| 1999      | The Magnificent Seven                                  | Hank Conley                              | S2E04                                |
| 2000      | Esküdt ellenségek (Law & Order)                        | védőügyvéd                               | S10E14                               |
| 2001      | Bűbájos boszorkák (Charmed)                            | Sutter                                   | S3E14                                |
| 2002      | CSI: A helyszínelők (CSI: Crime Scene Investigation)   | Barclay Tobin                            | S2E20                                |
| 2003      | Kingpin                                                | ?                                        | S1E03                                |
| 2004      | JAG – Becsületbeli ügyek (JAG)                         | Hughes tábornok                          | S10E04                               |
| 2005      | NYPD Blue                                              | Jerry Rasmussen                          | S12E16                               |
| 2008      | Döglött akták (Cold Case)                              | Mack McAvoy                              | S6E07                                |
| 2008      | Chocolate News                                         | Jack Cagney                              | S1E05                                |
| 2008      | A Grace klinika (Grey's Anatomy)                       | Timothy Miller                           | S5E08                                |
| 2009–10   | Psych – Dilis detektívek (Psych)                       | Ed Dykstra nyomozó helyettes             | S4E01, S5E10                         |
| 2012–13   | Shameless – Szégyentelenek (Shameless)                 | Dick Healey                              | S2E08, S3E01–E02 és E12              |
| 2013      | Office (The Office)                                    | Sam Stone, Sr                            | S9E11                                |

## Fordítás
- Ez a szócikk részben vagy egészben  az   Ed Lauter című angol Wikipédia-szócikk fordításán alapul.  Az eredeti cikk szerkesztőit annak laptörténete sorolja fel. Ez a jelzés csupán a megfogalmazás eredetét és a szerzői jogokat jelzi, nem szolgál a cikkben szereplő információk forrásmegjelöléseként.